# I Could Be the One
Singles de Avicii
Last Dance
(2012) X You
(2013)
Singles par Nicky Romero
Like Home
(2012) Symphonica
(2013)
I Could Be the One est une chanson de musique house progressive des DJs et compositeurs suédois Avicii et néerlandais Nicky Romero dont les paroles ont été chantées par la chanteuse Noonie Bao, non créditée. Le single sort en décembre 2012 sous le major Universal. I Could Be the One est composé et produit par Avicii et par Nicky Romero. Le single se classe en Belgique (Flandre et Wallonie), aux Pays-Bas et en Suisse.
Le titre a été diffusé en version instrumentale par Avicii en exclusivité mondiale au festival Tomorrowland en Juillet 2012, lors duquel le DJ suédois a mixé son morceau avec une version acapella du single D.A.N.C.E. du groupe Justice. Le morceau était alors nommé Nicktim. En novembre 2012, la version définitive avec les paroles est diffusée en avant-première par Avicii en radio, et doit alors s’appeler Stranger. Le nom du titre est ensuite définitivement changé et devient I Could Be The One.
Le clip vidéo sort le 24 décembre 2012, le morceau sort officiellement cinq jours plus tard.
Le clip montre une femme qui en a marre du travail et du stress et rêve d'une vie dans les îles, en dansant, fréquentant des jeunes hommes musclés, fumant un pétard et en mangeant excessivement. Les dossiers s'empilent, la femme pense toujours au voyage et envoie les feuilles en l'air, détruit une imprimante et fait des gestes obscènes devant ses collègues, ce qui leur inspire dégoût et étonnement (l'un d'entre eux vomit, les autres font la grimace). La femme s'enfuit, pousse un collègue chargé de dossiers, fait tomber le sandwich du patron et sort de l'entreprise. Elle appelle pour valider son vol et au moment de traverser la route pour rejoindre sa voiture, elle meurt écrasée par un camion.

## Liste des pistes
| 1. | I Could Be the One (Nicktim) (Radio Edit)       | 3:28 |
| 2. | I Could Be the One (Nicktim) (Instrumental Mix) | 7:35 |
| 3. | I Could Be the One (Nicktim) (Original Mix)     | 7:35 |
| 4. | I Could Be the One (Nicktim) (Audrio Remix)     | 7:16 |
| 5. | I Could Be the One (Nicktim) (Didrick Remix)    | 5:40 |

| 1. | I Could Be the One (Nicktim) (Dank Remix)              | 5:02 |
| 2. | I Could Be the One (Nicktim) (Bent Collective Remix)   | 7:32 |
| 3. | I Could Be the One (Nicktim) (John Christian Remix)    | 5:28 |
| 4. | I Could Be the One (Nicktim) (Bent Collective Dub Mix) | 7:17 |

## Crédits et personnels
- Producteur – Avicii, Nicky Romero, Arash Pournouri
- Paroles – Nick Rotteveel, Arash Pournouri, Tim Bergling, Linus Wiklund, Jonnali Parmenius, Måns Wredenberg
- Chanteuse - Noonie Bao
- Label – Universal Music Group

## Classement hebdomadaire
| Classement (2012-2013)                  | Meilleure position |
| --------------------------------------- | ------------------ |
| Albanie (NRG TOP50)                     | 7                  |
| Allemagne (Media Control AG)            | 39                 |
| Australie (ARIA)                        | 4                  |
| Autriche (Ö3 Austria Top 40)            | 15                 |
| Belgique (Flandre Ultratop 50 Singles)  | 8                  |
| Belgique (Wallonie Ultratop 50 Singles) | 9                  |
| Canada (Hot 100)                        | 75                 |
| Tchéquie (IFPI Rádio)                   | 7                  |
| Costa Rica (top 40 airplay)             | 4                  |
| Danemark (Tracklisten)                  | 9                  |
| États-Unis (Dance Club Songs)           | 1                  |
| Finlande (Suomen virallinen lista)      | 2                  |
| France (SNEP)                           | 22                 |
| France (Club 40)                        | 8                  |
| Hongrie (Dance Top 40)                  | 3                  |
| Hongrie (Rádiós Top 40)                 | 1                  |
| Irlande (IRMA)                          | 3                  |
| Norvège (VG-lista)                      | 4                  |
| Nouvelle-Zélande (RMNZ)                 | 12                 |
| Pays-Bas (Single Top 100)               | 15                 |
| Pologne (Dance Top 50)                  | 2                  |
| Royaume-Uni (UK Singles Chart)          | 1                  |
| Slovaquie (IFPI Rádio)                  | 10                 |
| Suède (Sverigetopplistan)               | 3                  |
| Suisse (Schweizer Hitparade)            | 26                 |

## Certification
| Pays             | Disque de certification | Seuil   |
| ---------------- | ----------------------- | ------- |
| Australie        | 3 × Platine             | 210 000 |
| Belgique         | Or                      | 15 000  |
| Danemark (IFPI)  | 2 × Platine             | 60 000  |
| Italie           | Or                      | 15 000  |
| Nouvelle-Zélande | Or                      | 7 500   |
| Royaume-Uni      | Or                      | 400 000 |

## Historique de sortie
| Pays        | Date             | Format                 | Label                 |
| ----------- | ---------------- | ---------------------- | --------------------- |
| Suède       | 26 décembre 2012 | Téléchargement digital | Universal Music Group |
| Royaume-Uni | 10 février 2013  | Téléchargement digital | Universal Music Group |